# Морван (виконт Леона)
Морван (фр. Morvan, брет. Moruano; умер после 1030/1031) — виконт Леона.

## Биография

### Правление
В 1030 или 1031 году некий Ален принес пожертвования в аббатство Сен-Круа-де-Кемпер во время войны виконта Гиомара I с виконтом Морваном. Результат войны и судьба Гиомара неизвестны. Вероятно, Морван скончался позже, и некоторое время правил виконтством.
У Морвана был сын Эуарн, но не известно, стал ли он виконтом после отца.
Также у Морвана была дочь Оргуен, которая вышла замуж за сеньора де Динан Гозлена I.
В 1103 году имеются упоминания о виконте Гиомаре II.

### Семья
Жена: NN. Дети:
- Эуарн (ум. после 1066)
- Оргуен; муж — Гозлен I (ум. ок. 1050), сеньор де Динан